# 中野マリ子訴訟
中野マリ子訴訟（なかのマリこそしょう）とは旅券法に基づく旅券発給拒否処分について、旅券申請者に理由をどの程度知らせなければならないかが争われた行政訴訟。

## 概要
中野マリ子は1971年4月にレバノンに渡り、PLOの難民キャンプの病院等で看護婦としてパレスチナ難民の救援活動をし、日本赤軍の重信房子と食事を共にする等の接触をして、1975年12月に帰国。その後、大阪府守口市の飲食店経営会社がサウジアラビアのリヤドで開く支店で働くことになり、1977年1月に日本国政府に再度旅券発給を申請した。その際に、日本国政府は「中野は『著しく直接に日本国の利益、公安を害する行為を行う恐れがある者』（旅券法第13条第1項第5号）に当たる」として発給を拒否され、異議申し立てについても「日本赤軍とのつながりがある」との理由で棄却された。
このため中野は日本国政府を相手取って、旅券発給拒否処分の取り消し等を求める訴訟を起こした。1980年9月9日に大阪地裁は「原告が日本赤軍とは関係があるとは認められない」と認定して旅券発給拒否処分の取り消しを命じる判決を言い渡した。国が控訴し、1982年2月25日に大阪高裁は「拒否の理由はその根拠条文が示されていればよい」とし、「原告は日本赤軍と極めて密接な関係にある」と認定して旅券発給拒否処分を正当と判断した。原告は上告した。
1985年1月22日に最高裁は「旅券法で『著しく直接に日本国の利益、公安を害する行為を行う恐れがある者』（旅券法第13条第1項第5号）に当たるとして旅券発給拒否をする場合は、申請者に対する通知書に発給拒否の根拠規定を記すだけでは足りず、どのような事実関係を認定して申請者がその規定に当たると判断したかを、具体的に記載することを必要とする」との判断を示したうえで、具体的な理由を示さない形での旅券発給拒否処分を適法とした二審判決を破棄し、旅券発給拒否処分の取り消しを命じる判決を言い渡した。ただし、最高裁は中野と日本赤軍との関係について「関係がある」とした二審判決を是認した。伊藤正己裁判官は「旅券法第13条第1項第5号の適用、旅券発給拒否処分を行う場合、同法に定める害悪発生の相当の可能性を客観的に存在する必要があり、その可能性がないのに旅券発給を拒否すれば、適用違憲となる」との補足意見を述べた。